# My Story
"My Story" er en sang fra 2013 skrevet af R. Kelly og indspillet af R. Kelly og 2 Chainz fra hans tolvte studiealbum Black Panties. Sangen blev udgivet d. 23. via R. Kellys Vevo og på iTunes.

## Hitlister
| Hitliste (2013)                       | Højeste placering |
| ------------------------------------- | ----------------- |
| USA Billboard Hot 100                 | 89                |
| USA Hot R&B/Hip-Hop Songs (Billboard) | 27                |